# 미국 해병참모대학교
미국 해병참모대학교(Marine Corps Institute)는 1920년 미국 워싱턴 시티에 첫 개교되어 현재에 이르고 있는 미국 국립 해군 해병대 특용 군사참모교육기관이다.

## 역사
1919년 미국 해병방위참모학교로 첫 개교하였으며 이듬해 1920년 미국 해병참모대학교로 개편되어 현재에 이르고 있는 이곳은 1901년 미국 캘리포니아주 몬터레이에 개교한 미국 해군대학원(Naval Postgraduate School)과 아울러 1884년 미국 로드 아일랜드 주 뉴포트에 개교한 미국 해군참모대학교(Naval War College)의 분교라 할 수 있는 미국 국립 해군 해병대 특용 군사참모교육기관이다.

## 같이 보기
- 미국 육군지휘참모대학교
- 미국 육군참모대학교
- 미국 공군참모대학교